# Sân bay quốc tế Traian Vuia
Sân bay quốc tế Timişoara "Traian Vuia" (IATA: TSR, ICAO: LRTR) (cũng có tên là Sân bay Giarmata) là sân bay lớn thứ hai România về số lượng khách, sau Bucharest Henri Coandă, là trung tâm vận tải hàng không chính ở khu vực tây Romania. Sân bay này nằm ở Timişoara, vùng Banat, gần biên giới quốc gia Hungary và Serbia. Sân bay này được đổi tên ngày 6 tháng 2 năm 2003 theo tên nhà tiên phong hàng không Romania Traian Vuia, một người quê ở hạt Timiş.
Năm 2007, sân bay này đã phục vụ 836.518 lượt khách  với tốc độ tăng lượng khách 25% mỗi năm. Đây là một trong bốn sân bay ở Romania có thể phục vụ máy bay thân rộng.
Sân bay đầu tiên của Timişoara (cân bay cộng đồng Timişoara) được xây cách sân bay hiện nay vài cây số, ở thị trấn Moşniţa Veche. Máy bay đầu tiên đã hạ cánh ngày 17 tháng 7 năm 1935. Sân bay hiện tại được xây vào thập niên 1960. Nhà ga nội địa được khai trương năm 1964. Năm 1980, sân bay này thành sân bay quốc tế.

## Các hãng hàng không và các tuyến điểm
Timişoara "Traian Vuia" là trung tâm chính của Carpatair.

## Số lượng khách=
- 2000 - 223.133;
- 2001 - 251.404 (+ 12,7%);
- 2002 - 269.320 (+ 7,1%);
- 2003 - 331.495 (+ 23,1%);
- 2004 - 403.050 (+ 21,6%);
- 2005 - 611.705 (+ 51,8%);
- 2006 - 753.934 (+ 23,3%);
- 2007 - 938.564;(+ 24,5%);
- 2008 - 1.173.561 (dự báo);
- 2009 - 1.409.909 (dự báo);
- 2010 - 1.601.332 (dự báo);
- 2015 - 2.565.512 (dự báo);

### Các hãng theo lịch trình

#### Sảnh quốc tế
- Austrian Airlines
  - operated by Tyrolean Airways (Vienna)
- Carpatair (Ancona, Athens, Bari, Bologna, Chisinǎu, Dusseldorf, Florence, Frankfurt, Kiev-Zhuliany, Lviv, Milan-Bergamo, Munich, Naples, Odessa, Rome-Fiumicino, Stuttgart, Thessaloniki, Turin, Venice, Verona, Vienna [bắt đầu ngày 15 tháng 9 năm 2008])
- Lufthansa
  - operated by Lufthansa CityLine (Munich)
- Moldavian Airlines (Chisinau)
- MyAir (Milan-Bergamo, Venice) [bắt đầu ngày 22 tháng 12 năm 2008]

#### Sảnh nội địa
- Carpatair (Bacau, Bucharest-Otopeni, Cluj-Napoca, Constanţa, Craiova, Iaşi, Oradea, Sibiu, Suceava)
- TAROM (Bucharest-Otopeni)

### Các hãng vận tải hàng hóa
- ABC Air Hungary (Budapest)
- Farnair Hungary (Budapest, Zagreb)
- TAROM Cargo (Bucharest)
- TNT Airways (Bucharest)

### Các hãng bay thuê bao mùa hè năm 2008
- Aegean Airlines (Corfu)
- Air Malta (Malta-Luqa)
- Atlas Jet (Antalya)
- BlueAir (Antalya, Bodrum, Heraklion)
- Carpatair (Corfu, Thessaloniki, Rhodos)
- Jet Tran Air (Antalya, Izmir, Heraklion, Palma de Mallorca)
- Karthago Airlines (Monastir)
- Nouvelair (Monastir)

### Các hãng và các tuyến cũ
- Alitalia (Milan-Malpensa)
- Blue Air (Bucharest, Munich, Stuttgart)
- Carpatair (Paris)
- TAROM (Constanta, Frankfurt)